# Joppeicus paradoxus
Joppeicus paradoxus är en insektsart som beskrevs av Putton 1881. Joppeicus paradoxus ingår i släktet Joppeicus och familjen Joppeicidae. Inga underarter finns listade i Catalogue of Life.